# DJ Manian
DJ Manian, eigenlijk: Manuel Reuter (Bonn, 7 juli 1978), is een Duitse producer, trance-dj en labeleigenaar (Zooland Records) die lid is van het prijswinnende trio Cascada.
Reuter startte als dj toen hij zeventien jaar was. 'Manian' was zijn bijnaam bij zijn tafeltennisvereniging. Hij studeerde economie aan de universiteit in Bonn, maar brak zijn studie af om zich te wijden aan de muziek. Tijdens zijn studie was hij in aanraking gekomen met Sven Petersen, die een tijdje zijn mentor zou zijn, en Yann Peifer, ook bekend als 'Yanou', die sindsdien zijn co-producer is geworden. In 2004 ontmoetten Manuel en Yann Natalie Horler, die snel de main-vocalist van het nieuwe project van Manian en Yanou werd; Cascada was geboren.
Hij scoorde diverse hits in het Handsup/Eurotrancegenre, waarvan de meeste onder het pseudoniem Cascada.
Manian gebruikt wel meer pseudoniemen, waaronder ook die van muziekprojecten, als Spencer and Hill (onder het pseudoniem Josh Hill), Tune Up! (met Yanou), Bulldozer, M.Y.C., Ampire, Liz Kay en R.I.O.

## Discografie
| Pseudoniem                       | Coproducenten                  | Zanger(es)     | Titels |
| Manian                           |                                |                | - Lovesong - Heat of the Moment - Sky - Feel Fine - Dance Dance - Turn the Tide (feat. Aila) (Cover van de versie van Sylver) - Heaven (feat. Aila) (Cover van de versie van Bryan Adams) - Hold Me Tonight (feat. Aila) - Welcome to the Club - Raver's Fantasy - Ravers In The UK - Outta My Head (feat. Darren Styles) - Loco |
| Cascada                          | Yanou                          | Natalie Horler | - (I Need A) Miracle (Mei 2004) - Bad Boy (September 2004) - Everytime We Touch (Cover van de versie van Maggie Reilly) - How Do You Do (Cover van de versie van Roxette) - Ready for Love - Can’t Stop the Rain - Truly Madly Deeply (Cover van de versie van Savage Garden) - Wouldn’t It Be Good (Cover van de versie van Nik Kershaw, 2006) - Another You - A Neverending Dream (Cover van de versie van X-Perience) - Love Again (Cover van Ziria – The Summer 2003) - Kids in America - One More Night - What Do You Want from Me - What Hurts the Most (Cover van de versie van Rascal Flatts, 2007) - Because the Night (Cover van de versie van Patti Smith, 2008) - Faded (Cover van de versie van Kate DeAraugo) - Just Like a Pill (Cover van de versie van Pink) - Evacuate The Dancefloor - Fever - Pyromania - Night Nurse (Nog niet bevestigd) |
| Siria                            |                                | Natalie Horler | - Endless Summer - I Will Believe It - Desenchantee |
| Phalanx                          | Manuel Schleis, Dennis Gertner |                | - Flaming Skies (Mede geproduceerd door M. Triffid. Zang: Nick Barker) (2003) - I’m Alive (2004) - Symphony in G Minor (Cover van Adagios in g-mineur van Tomaso Albinoni) - Fields of Dreams |
| Kareema                          | Manuel Schleis                 |                | - Cool Your Engines |
| Tune Up!                         | Yanou, Manuel Schleis          |                | - Basstest (Mede geproduceerd door M. Beilke) - Raver’s Fantasy (Mede geproduceerd door Manuel Schleis) - Start the Game - Another Day - Forever Young - Bounce - Have U Ever Been Mellow - Feel Fine - Colours of the Rainbow (feat. ItaloBrothers) - Ride on Time (feat. Dancetech) - Dance Dance (feat. Andy Lopez) |
| DJ Manian vs. Tune Up!           |                                |                | - Rhythm & Drums 2006 |
| Bulldozzer                       | Manuel Schleis                 |                | - Dance! (Mede geproduceerd door M. Beilke) - Face the Bass - Funky Groove - Bazooka - BBoy MC - Pump It Up - Bring the Beat Back - Can you feel the vibe |
| Scarf!                           |                                |                | - Odyssee - Hithouse One (Mede geproduceerd door Manuel Schleis) |
| Manyou                           | Yanou                          |                | - Drifting Away - Take Me Home |
| Manian vs. Dan Winter/Black Toys | Dan Winter                     |                | - Black Toys Vol. 1 - Black Toys Vol. 2 - Black Toys Vol. 3 - Black Toys Vol. 4 - Black Toys Vol. 5 - Black Toys Vol. 6 - Black Toys Vol. 7 |
| R.I.O.                           | Yanou                          | Tony T.        | - De Janeiro - Shine On - When the Sun Comes Down - After The Love - Serenade - Shine On (The Album) - Hot Girl - Like I Love You - Turn This Club Around - Animal - Party Shaker |
| Spencer & Hill                   | Manuel Schleis                 |                | - Housebeat EP - Most Wanted EP - Flat EP - Believe It |